# Steve Rogers (basket-ball)
Pour les articles homonymes, voir Rogers et Steve Rogers.
Steve Rogers, né le 30 juillet 1968, à Montgomery, en Alabama, est un joueur et entraîneur américain de basket-ball. Il évolue au poste d'arrière.

## Palmarès
- Joueur de l'année de la Southwestern Athletic Conference 1991, 1992